# Castellanus
Castellanus är en molnart som förkortas cas. Enligt den definition som finns i Internationell Molnatlas har moln av arten castellanus cumulusliknande utväxter i dess övre del i form av små torn där många av tornen är högre än de är breda. Detta ger molnet ett krenelerat utseende. De tornliknande utväxterna förenas vanligen av en gemensam bas och ser ut att vara anordnade i linjer. Utseendet är särskilt tydligt om molnet observeras från sidan. Castellanus förekommer hos huvudmolnslagen cirrus, cirrocumulus, altocumulus och stratocumulus.
Den korrekta benämningen skulle vara castellatus (från latin, tornförsedd), vilken även förekommer, men inte lika ofta som castellanus. Termen castellanus (från latinets castellum, slott) verkar ha introducerats genom Internationell Molnatlas av misstag.
Notera att definitionen från Internationell Molnatlas endast ser till molnets utseende och inte till de bakomliggande processerna. Huvudsakligen förekommer castellanus i denna definition hos altocumulus, vilket gör att castellanus ofta betraktas som samma som altocumulus castellanus. Detta har lett fram till den i USA populära förkortningen "ACCAS". 
Enligt en annan definition av castellanus, först beskriven 1972 av R. S. Scorer, kan castellanus även användas för andra typer av moln som har tornliknande utskott. Detta gör att exempelvis benämningen "cumulus castellanus" förekommer. Denna definition ser mer till de bakomliggande processerna än den definition som finns i Internationell Molnatlas.

## Cirrus castellanus
Förkortning Ci cas.

## Cirrocumulus castellanus
Förkortning Cc cas.

## Altocumulus castellanus
Förkortning Ac cas. Existens av Altocumulus castellanus tyder på instabil skiktning och kan ge kraftig turbulens för flygtrafiken. Om altocumulus castellanus dyker upp på en solig morgon är sannolikheten stor för cumulonimbusmoln med åska på eftermiddagen.

## Stratocumulus castellanus

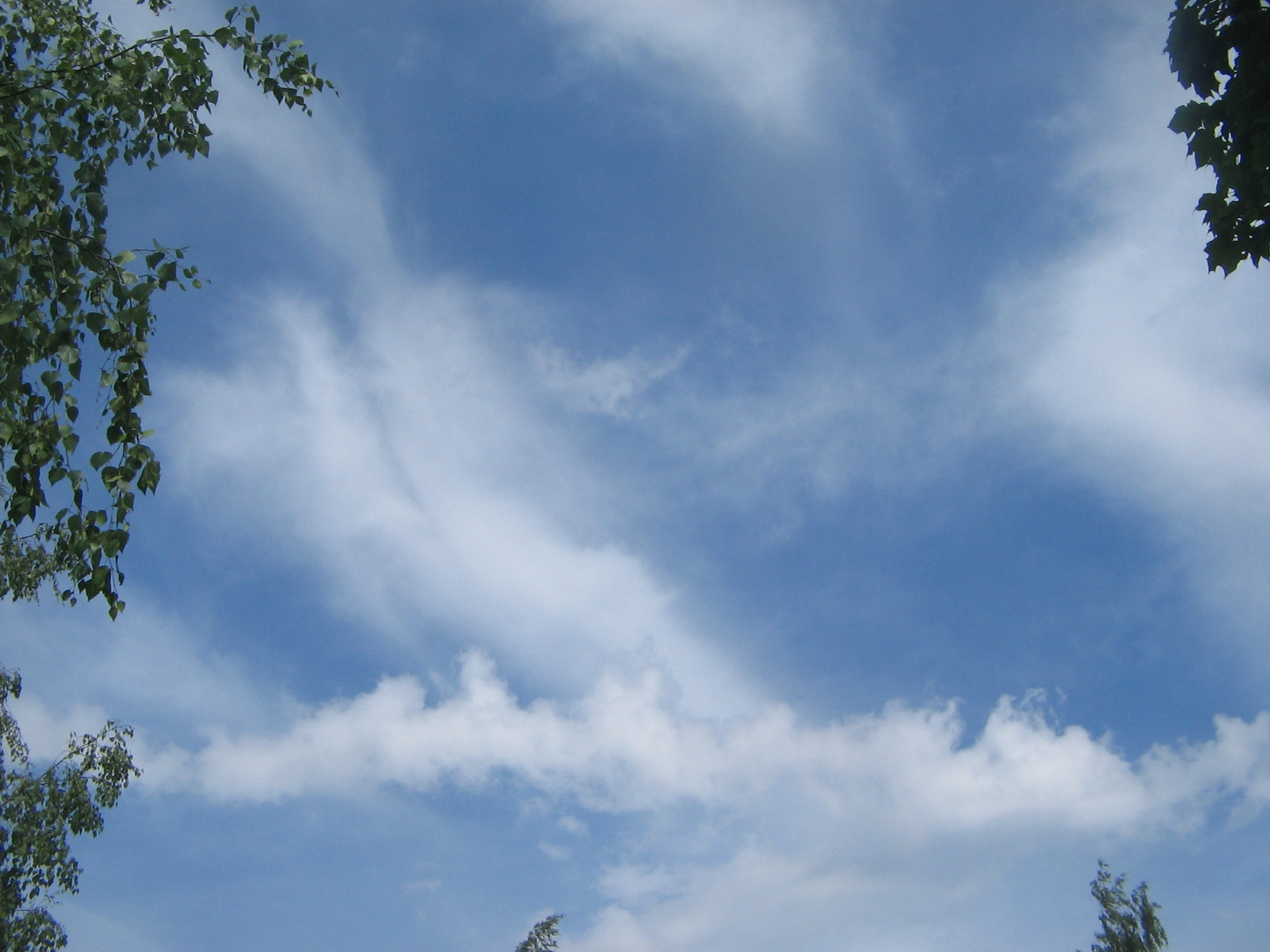
Stratocumulus castellanus i nederdelen av bilden.

Förkortning Sc cas. Stratocumulus castellanus förekommer när stratocumulusmolnet har tornliknande utväxter.